# Roskilde Boldklub af 1906
Roskilde Boldklub af 1906 (eller RB 1906, RB06, Roskilde Boldklub) er en dansk fodboldklub beliggende i Roskilde. Klubbens førstehold spiller i 2007-sæsonen i Serie 1 under Sjællands Boldspil-Union (SBU) og afvikler deres hjemmebanekampe på Roskilde Idrætspark.
RB 1906 er en af moderklubberne bag elite-overbygningen FC Roskilde og førsteholdet fungerer således som FC Roskilde reservehold.

## Klubbens historie
Klubben blev stiftet den 6. august 1906. Indtil 1925 hed den Boldklubben Søstjernen.
Preben Christiansen har klubkamprekorden med 505 kampe spillet for klubben.
Den 1. juli 2004 gik RB 1906 sammen med Svogerslev Boldklub og fodboldafdelingen i Himmelev-Veddelev Boldklub og dannede FC Roskilde.

### Klubbens formænd
- 200?-: Carsten C. Nielsen

### Klubbens trænere
- 200?-: Flemming "Mingo" Henriksen

## Ekstern kilde/henvisning
- RB 1906s officielle hjemmeside